# Sogni di gloria (colonna sonora)
Sogni di gloria - Colonna Sonora Originale, pubblicata nel 2014, è la colonna sonora dell'omonimo film Sogni di gloria di John Snellinberg, realizzata dal gruppo musicale italiano Calibro 35.

## Il disco
Il progetto consolida la relazione tra il regista e la band dopo l'inclusione di un brano nella colonna sonora della precedente pellicola "La Banda del Brasiliano" e dopo il video del brano "Butcher's Bride", diretto dallo stesso collettivo Snellinberg.
Questa colonna sonora porta i Calibro 35 a confrontarsi per la prima volta con la commedia e di conseguenza la paletta sonora del gruppo si deve ampliare includendo brani più solari, gioiosi e allegri; pur mantenendo l'identità del gruppo.

## Tracce
Tutti i brani scritti dai Calibro 35, tranne dove indicato
1. Maionese (Titoli Di Testa)
2. Tema Dello Sbattezzato
3. Come Un Valzer (Enrico Gabrielli, Massimo Martellotta)
4. Notturno
5. Tema di Alice (Massimo Martellotta)
6. Tema Dello Sbattezzato (Bolero)
7. La Visione D'Assieme (Enrico Gabrielli, Massimo Martellotta)
8. Tema Malinconico (Enrico Gabrielli, Massimo Martellotta)
9. La Partita
10. Un Rigore Sbagliato
11. Lento Dello Sbattezzato
12. Come Un Tango
13. Sala Da Carte (Enrico Gabrielli, Massimo Martellotta)
14. Tema Dello Sbattezzato (Sospeso)
15. Tema Malinconico (Solo Rhodes) (Enrico Gabrielli, Massimo Martellotta)
16. Il Tempo Che Non Ho Vissuto (Enrico Gabrielli, Massimo Martellotta/Serena Altavilla, Patrizio Gioffredi)

## Formazione
- Enrico Gabrielli - tastiere, fiati
- Fabio Rondanini - batteria, percussioni
- Luca Cavina - basso
- Massimo Martellotta - chitarra
- Tommaso Colliva - produzione, suoni

ospiti
- Serena Altavilla - voce e testo su Il Tempo Che Non Ho Vissuto
- Patrizio Gioffredi - testo su Il Tempo Che Non Ho Vissuto